# Veliki Oustioug
Pour les articles homonymes, voir Veliki Oustioug (homonymie).
Veliki Oustioug (en russe : Великий Устюг) est une ville de l'oblast de Vologda, en Russie, et le centre administratif du raïon Velikooustiougski. Sa population s'élevait à 31 984 habitants en 2013.

## Géographie
Veliki Oustioug est située au point de confluence des rivières Soukhona et Ioug, qui forment la Dvina septentrionale. Elle se trouve à 396 km au nord-est de Vologda et à 754 km au nord-est de Moscou.

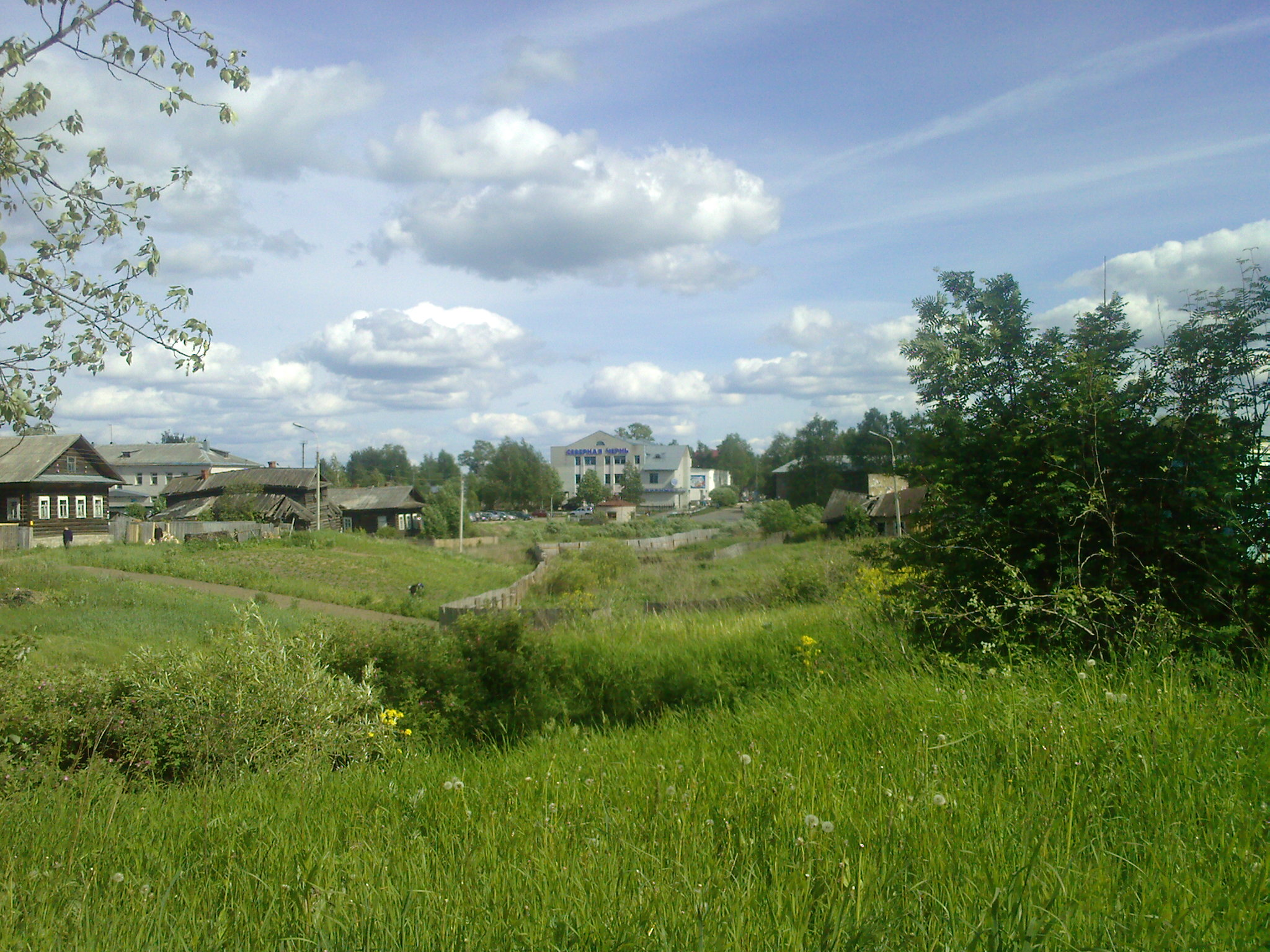
Parc à Veliki Oustioug
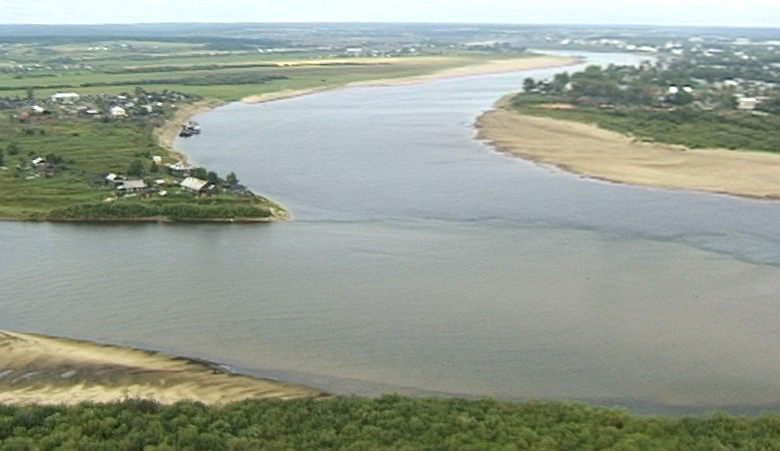
Confluence de la Dvina septentrionale et de la Soukhona près de Veliki Oustioug

## Histoire
Veliki Oustioug est mentionnée pour la première fois dans une chronique de 1207. Elle a été fondée par des colons issus de la colonie de Gleden qui dépendait alors de la principauté de Vladimir-Souzdal. Dès la création d'Oustioug, le monastère de l'Archange Michel fut construit et la Vie de St Procope d'Oustioug (début du XIIIe siècle) confirme que la ville compte déjà de nombreuses églises. C'est durant l'année 1619 que débutent les travaux de constructions de la première église en pierre, la cathédrale de la Dormition. À quelques kilomètres, se trouve le magnifique monastère de la Trinité de Gleden, aujourd'hui musée.

### Météorite de Veliki Oustioug
Une météorite est tombé le 24 juin 1290 sur le village de Kotovo près de la ville de Veliki Oustioug. La chute a été observée notamment par le clergé local. Elle est décrite plus tard dans la Vie de Procope d'Oustioug (russe : Житие Прокопия Праведного) au XVIe siècle.
La météorite a reçu le nom de Veliki Oustioug.

### Annonciation d'Oustioug
Une des plus anciennes icônes conservée en Russie (1120-1130), l'Annonciation d'Oustioug, est exposée à la galerie Tretiakov. En 1290, selon la légende, l'icône évita les chutes de tectites provenant de la météorite sur le village de Veliki Oustioug grâce aux prières de Procope d'Oustioug devant elle.

### Baroque de Veliki Oustioug
L'historien d'art russe Anri Kaptikov considère que l'on peut parler en matière de baroque russe d'écoles provinciales baroques typiques à Totma, Veliki Oustioug, dans l'Oural et en Sibérie.

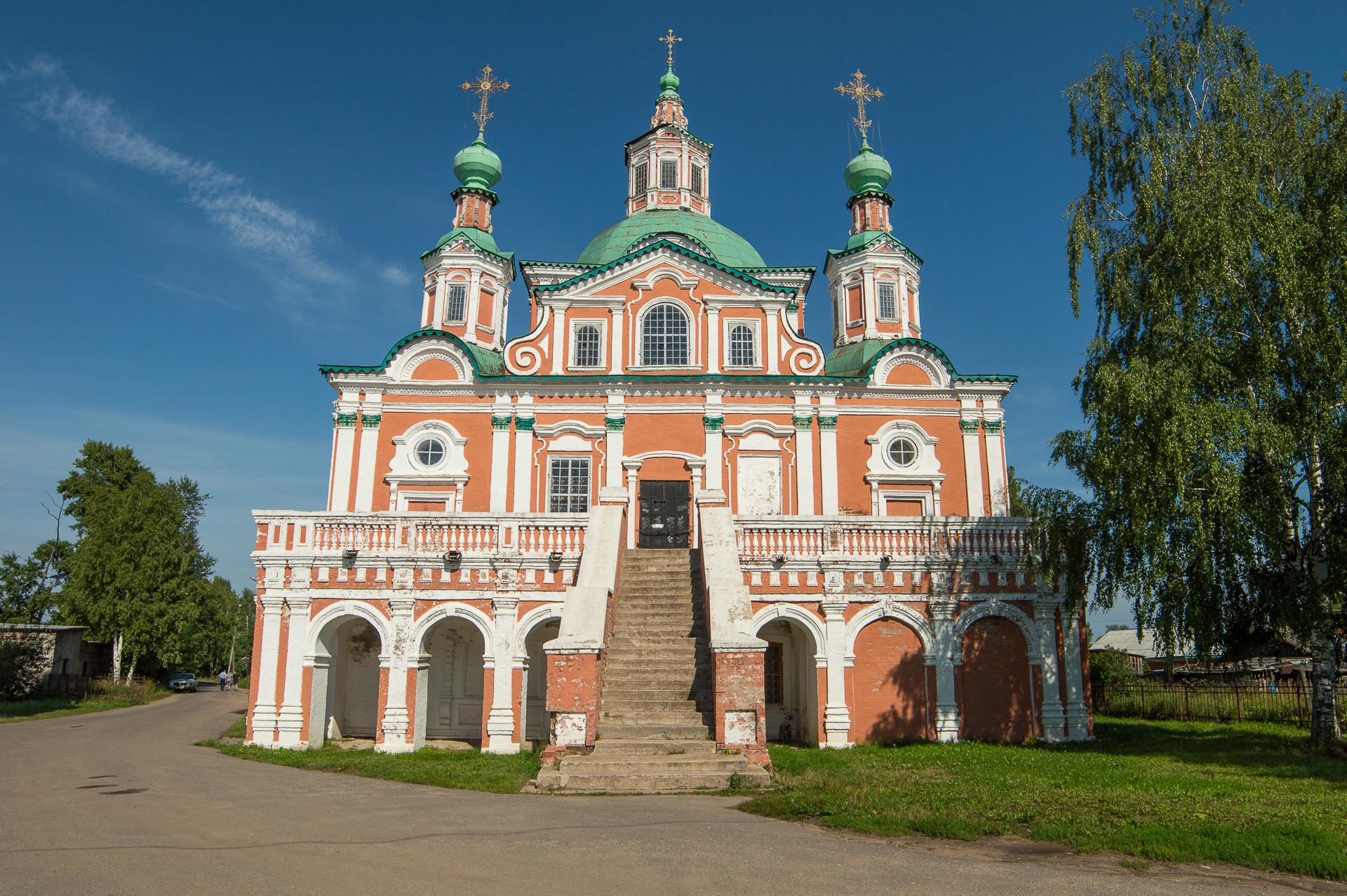
Église Siméon-le-Stylite (Veliki Oustioug)baroque de la fin du XVIIIe
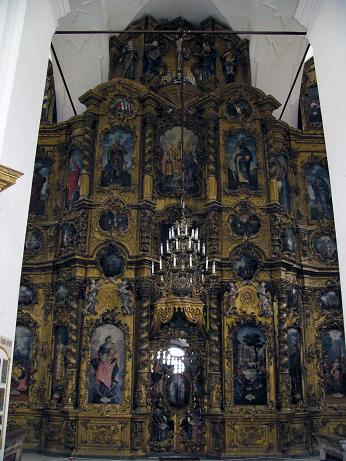
Iconostase baroque du monastère de la Trinité de Gleden
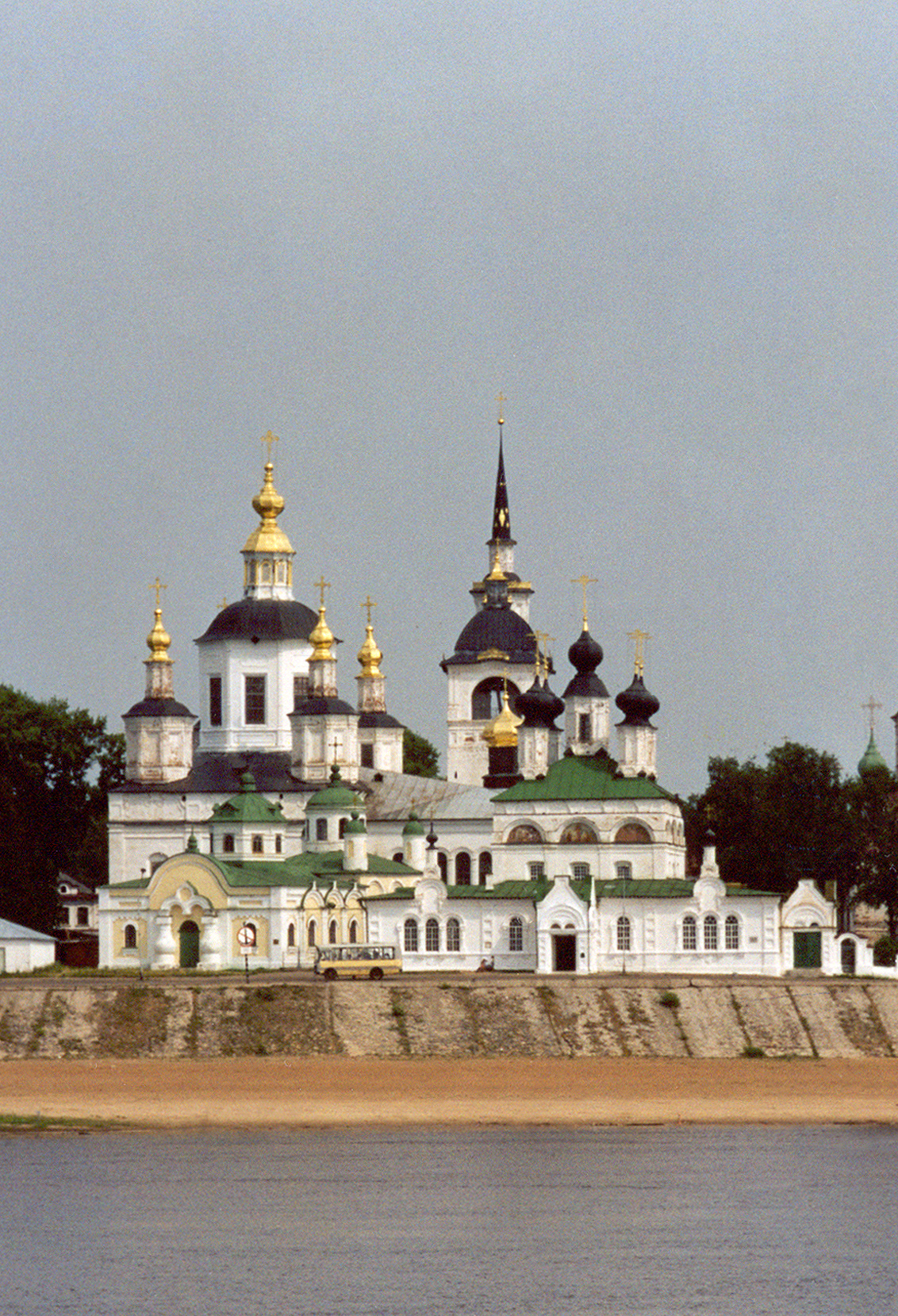
Cathédrale de la Dormition (Veliki Oustioug)

### Port fluvial
Située à la jonction de routes commerciales importantes, la ville se transforma en un important centre d'industrie et de commerce au cours des XVIe et XVIIe siècles. Veliki Oustioug perdit son rôle-clé de port fluvial avec la diminution de l'importance de la route commerciale entre la Chine et l'Europe occidentale par la rivière Soukhona. Ce déclin fut encore amplifié par l'ouverture du canal de Suez en 1869.
La ville est connue pour ses remarquables produits de l'artisanat, comme l'argent en filigrane, l'écorce de bouleau découpée, la reliure décorative en cuivre et les objets décorés en alliage à base de sulfures métalliques (niello).

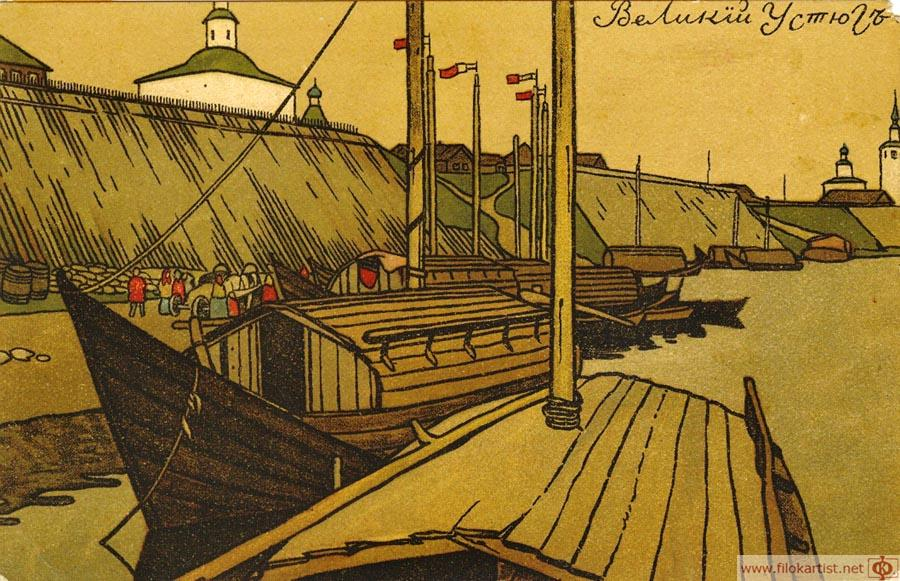
Le port de Veliki Oustioug, par Ivan Bilibine

## Population
Recensements (*) ou estimations de la population
| 1856  | 1897*  | 1926*  | 1939*  | 1959*  | 1970*  |
| ----- | ------ | ------ | ------ | ------ | ------ |
| 8 000 | 11 137 | 19 092 | 32 147 | 37 026 | 36 737 |

| 1979*  | 1989*  | 2002*  | 2010*  | 2012   | 2013   |
| ------ | ------ | ------ | ------ | ------ | ------ |
| 37 916 | 36 202 | 33 419 | 31 665 | 31 906 | 31 984 |

## Personnalités
Sont nés à Veliki Oustioug :
- Saint Étienne de Perm (vers 1340-1396), saint orthodoxe, évangélisateur du peuple komi
- Simon Dejnev (1605-1673), explorateur.
- Ierofeï Khabarov (1603-1671), explorateur.
- Vladimir Atlassov (vers 1611-1711), colonisateur de la Sibérie.
- Nikita Chalaourov (disparu en 1764), explorateur de l'Arctique.